# Bengo (Uíge)
Bengo ist eine Ortschaft in Angola, im Südwesten Afrikas.

## Verwaltung
Bengo ist Sitz einer gleichnamigen Gemeinde (Comuna) im Landkreis (Município) von Cangola, in der Provinz Uíge. Die Gemeinde hat etwa 12.000 Einwohner (Schätzung 2014). Die Volkszählung 2014 soll fortan genauere Bevölkerungsdaten liefern.
Die Gemeinde Bengo umfasst 30 Ortschaften.